# 新克拉克市水上運動中心
15°20′44″N 120°32′1″E / 15.34556°N 120.53361°E
新克拉克市水上運動中心是一座位於菲律賓丹轆省卡帕斯新克拉克市的游泳和跳水場館。本館為新克拉克城體育中心的其中一部分。2019年東南亞運動會的水上運動項目於此舉行。

## 歷史
整個新克拉克城體育中心的建設（其中包括水上運動中心）於2018年4月25日舉行了水泥澆築儀式。水上運動中心的建築經費為₱20億。到2019年7月上旬，水上運動中心已經完成了85%。水上運動中心於2019年8月舉行的菲律賓國家游泳公開賽完工，也使其成為該場館首個舉辦賽事。